# Platygaster rwankwiensis
Platygaster rwankwiensis är en stekelart som beskrevs av Jean Risbec 1958. Platygaster rwankwiensis ingår i släktet Platygaster och familjen gallmyggesteklar. Inga underarter finns listade i Catalogue of Life.